# いままでのA面、B面ですと!?
『いままでのA面、B面ですと!?』（いままでのAめん Bめんですと）は、日本の4人組ボーカルグループ・GReeeeNのベスト・アルバムである。2009年11月25日に発売。

## 解説
- 初のベスト・アルバム。デビューわずか3年でのベストであるがHIDE曰く「初期の音源を身近に聴いて欲しい」という想いからリリースが決まった[1]。タイトルが示すように、これまで発表した全シングル曲とそのカップリング曲を完全網羅している。しかし、「新しいバージョンが入っているわけではないので、すべてのシングルをお持ちの方は無理をなさらずに」とHIDEが弁明している[1]。
- 2枚組。Disc 1「A面 DEST」はシングル曲集、Disc 2「B面 DEST」はカップリング曲集となっている。収録曲は発売順に収録されている。なお、GReeeeNにとってCD2枚組のアルバムは今作が初めてである。
- シングル曲のうち、「遥か」は5月27日発売版のみを収録。6月10日発売版は収録されていない。
- カップリング曲のうち、「遥か彼方へ ～Piano Version～」、「ROOKIES メインテーマ」、「ROOKIES 愛のテーマ」の3曲は収録されていない。
- CD2枚組の通常盤と、それに様々な6つの特典が付いた完全数量限定盤 『Super DEST!? BOX』の2形態で発売される。「ワクワクするものを作ろう」とメンバーが思案した結果、このような仕様になったという[1]。封入物等の詳細は後述。

| タイトル                            | 特典             | 価格   | 販売生産番号 |
| ----------------------------------- | ---------------- | ------ | ------------ |
| 完全数量限定盤 「Super DEST!? BOX」 | 2CD+8cmCD+グッズ | 5000円 | UPCH-29040   |
| 通常盤                              | 2CD              | 3200円 | UPCH-20178   |

- 2017年9月時点でTSUTAYAにおいて累計237万回以上がレンタルされ、同時点でTSUTAYAにおけるベスト盤のレンタル回数では歴代10位である[2]。

## 完全数量限定盤 「Super DEST!? BOX」
- BOX 1：A・B DEST!?/NG DEST!?
  - 通常盤2CDに、NGテイク集を収めた8cmCDが付いた3枚組仕様。
- BOX 2：トラベル歯ブラシセット
- BOX 3：缶バッジ×3
  - バッジには今までのシングルやアルバムのジャケット、歯のシルエットなど数種類あり、2つがランダムに封入されている。残りの1つは「緑茶」と書いてあるバッジが必ず封入されている。
- BOX 4：ケータイふきふきストラップ
  - キセキのPVに出演
- BOX 5：2010年、日めくりカレンダー
  - シングル・アルバムの発売日、メンバーの誕生日などGReeeeNの記念日ともいえる日が書かれている。
- BOX 6：バンダナなんだな〜
  - HIDEの先輩であり大好きなブランドの、NEXUS7の今野のデザイン[1]。

これら特典が各々別の箱に収められている。この6つの箱を組み合わせることによって、1つの立方体ができるという仕様である。

## 収録曲

### Disc 1「A面 DEST」
1. 道
1stシングル。
2. HIGH G.K LOW 〜ハジケロ〜
2ndシングル。
3. 愛唄
3rdシングル。
4. 人
4thシングル。
シングルバージョンはアルバム初収録。
5. BE FREE
5thシングルの1曲目。
6. 涙空
5thシングルの2曲目。
7. 旅立ち
6thシングル。
8. キセキ
7thシングル。
9. 扉
8thシングル。
10. 冬のある日の唄
8thシングルの初回限定盤に付属されていたギフトCDの曲。
11. 歩み
9thシングル。
12. 刹那
10thシングル。
13. 遥か
11thシングル。
5月27日発売版を収録。このバージョンはアルバム初収録。

### Disc 2「B面 DEST」
1. 絆
1stシングルのカップリング曲。アルバム初収録。
2. DREAM
2ndシングルのカップリング曲。アルバム初収録。
3. UNITY
3rdシングルのカップリング曲。アルバム初収録。
4. 街
4thシングルのカップリング曲。アルバム初収録。
5. 東南西北～全員集合!!!!～
6thシングルのカップリング曲。アルバム初収録。
6. ルーキーズ
7thシングルのカップリング曲。アルバム初収録。
7. 君想い
8thシングルのカップリング曲。
元々は2ndアルバム「あっ、ども。おひさしぶりです。」収録曲である。
8. 少年が故の情熱
8thシングルのカップリング曲。アルバム初収録。
9. あの頃から
9thシングルのカップリング曲。アルバム初収録。
10. アメアガリ
10thシングルのカップリング曲。アルバム初収録。
11. 声
11thシングルのカップリング曲。アルバム初収録。

### 8cmCD「NG DEST!?」
1. このCDには、GReeeeNのレコーディング時の音やNGテイクが収録されている。